# 布伦丹·伯克特
布伦丹·伯克特（英語：Brendan Burkett，1963年10月7日—），澳大利亚男子游泳运动员。他曾代表澳大利亚参加1988年、1992年、1996年和2000年夏季残疾人奥林匹克运动会游泳比赛，获得一枚金牌、三枚银牌和一枚铜牌。